# Kruidnoten
Los kruidnoten (pronunciación en neerlandés: /ˈkrœytnoːtə(n)/ⓘ) son dulces pequeños, redondos, similares a galletas con una textura crujiente, tradicionalmente asociados a las fiestas decembrinas del Sinterklaas en Países Bajos y Bélgica.
El término kruidnoten es a menudo confundido con pepernoten. Los kruidnoten son más duros, tienen un color y forma diferentes, y están hechos con los mismos ingredientes que las spéculoos.